# Pirueta
A pirueta (do francês pirouette /ˌpiʀ.w:ɛt/) é um movimento de giro completo do corpo (360 graus) sob uma perna de apoio (enquanto a outra dobrada) em torno do seu próprio eixo feito no balé, o pé de apoio pode estar em meia-ponta ou em ponta. A perna de apoio deve estar firme para que o giro seja executado no lugar, onde os braços e a cabeça ajudam a dar o impulso.
A pirueta pode ser realizada em duas direções: en dedans, quando o dançarino executa a rotação em direção à perna de apoio (giro para dentro, giro para o lado da perna de sustentação); en dehors quando a rotação é na direção da perna que permanece levantada (giro para fora, giro para o lado da perna que levanta).

## História
A pirueta do balé vem sendo desenvolvida por movimentos executados há centenas de anos na história. Onde o balé (ballet) é descendende de uma dança cortesã da Itália renascentista, que trouxe este passo com vários tipos à serem praticados.

## Tipos
Em todas as piruetas, é necessário centralizar o corpo com a perna de apoio, mantendo o tronco reto e com os ombros e os quadris encaixados. Existem três tipos de pirueta e como executá-los:
- en dehors e en dedans: dehors é quando o dançarino gira para o lado da perna que está levanta; dedans é quando o dançarino gira para o lado da perna de apoio.[3]

- Passé ou Sur le cou-de-pied: este tipo de pirueta inicia com um pé sobre o tornozelo e a panturrilha da perna de apoio. Este mesmo pé se eleva para dentro da perna de apoio na qual será executado o giro.[4]

- Attitude: nessa pirueta adaptada de uma estátua de Mercúrio, uma perna é levantada para trás da dançarina, enquanto a outra serve de apoio para o corpo.[4] A perna levantada dobra em 90 graus, com um braço curvado para cima da cabeça e o outro estendido para o lado. A pirueta é feita a partir do pé levantado para trás, em seguida, a rotação é realizada com a perna levantada sobre a perna de apoio.[4]

- Arabesque: nesse movimento uma perna é estendida para trás, com a perna de apoio formando um ângulo reto junto ao chão.[4] A de apoio pode está reta ou com o joelho meio torto, enquanto os braços ficam para frente ou para trás do corpo em ângulos retos com a perna de apoio.[4]
- Grande Pirueta, ou Pirueta à la seconde (Tours à la seconde): pirueta executada com uma perna levantada a 90 graus, tipicamente realizadas por homens.[2] A partir de quinta posição com um grande battement na segunda posição, pernas em demi-plié para impulsionar as voltas.[2] Os braços começam na segunda posição e fecha em primeiro lugar, a perna direita é levantada em segundo lugar, com um movimento rápido para cada turno en dehors.[2]

## Aperfeiçoamento
Algumas etapas diárias e passos da dança para a prática de uma pirueta de balé:
- preparatória;
- port de bras;
- tendu;
- pilé;
- abrir os braços (opcional);
- relevé/ retiré/ passé;
- cabeça gira;
- cabeça volta;
- descida;
- pose final.